# Famille du Passage
La famille du Passage est une famille subsistante de la noblesse française, d'ancienne extraction, connue en Picardie depuis le XVe siècle. Elle a été reconnue noble en 1491, et maintenue noble à Soissons (Aisne) en 1667.

## Histoire
En 1481, Jacques du Passage, ancien page de la princesse Marie de Clèves, issue du duché de Clèves, en Allemagne, acquiert la terre de Sinceny, près de Chauny (Aisne). Il est reconnu noble en Picardie le 21 février 1491 par lettres patentes d'Engilbert de Clèves, comte de Nevers, comte d'Eu.
En 1646, Louis du Passage, son descendant, produit la preuve de sa noblesse pour être admis comme chevalier dans l'ordre de Saint-Jean de Jérusalem.
Jean du Passage, son frère, seigneur de Sinceny, fut maintenu noble le 2 juillet 1667 par Nicolas Dorieu, intendant de la généralité de Soissons .
Cette famille a été admise à l'ANF en 1972.

## Filiation
- Jacques du Passage (mort vers 1500), fils de Christophe du Passage[6], page de Marie de Clèves qui épousa en 1440 Charles 1er d'Orléans. Jacques du Passage, gentilhomme ordinaire de la chambre du duc d'Orléans, maître des Eaux et forêts de Chauny, il achète en 1485 la seigneurie de Sinceny[7], près Chauny. De son mariage avec Gillette de Vaux, est issu François, qui suit :
- François du Passage, écuyer, seigneur de Sinceny, Autreville, marié en 1515 avec Barbe de Flavigny [8]. Dont :
- Nicolas du Passage, écuyer, seigneur de Sinceny, Autreville, gentilhomme ordinaire de la Maison de Marie de Luxembourg, comtesse de Saint-Pol, marié en 1558 avec Eléonore de Jouenne[9], dont, entre autres enfants, Jean et Josias, qui suivent :
- Jean du Passage, écuyer, seigneur de Charmes, marié en 1598 avec Marie d'Y. Leur fils, François du Passage, seigneur de Charmes, lieutenant colonel aux régiments de Lannoy et de Manicamp, major des ville et citadelle de Brisach, lieutenant pour le roi de la ville de Colmar, épousa en 1643 Anne de Flavigny, dont il eût un fils unique, Bernard du Passage, seigneur de Charmes, mort sans postérité en 1688[10].
- Josias du Passage, écuyer, seigneur de Sinceny, Autreville, (fils de Nicolas du Passage et Éléonore de Jouenne) un des cent gentilshommes de la Maison du roi. En février 1596, il reçoit le roi Henri IV dans son château de Sinceny lors du siège de La Fère[11]. Marié en 1588 avec Madeleine de Folleville, dame de Caillouel, il en a :
- Charles du Passage, écuyer, seigneur de Sinceny, Autreville, gentilhomme de la chambre du roi (1620), commissaire de l'artillerie de France, chevalier de l'ordre du roi (1626)[12], marié en 1622 avec Madeleine de Boubers-Vaugenlieu. Dont Jean du Passage, Louis du Passage, Jacques du Passage et François du Passage, qui suit.
  - Jean du Passage, chevalier, seigneur de Sinceny, Autreville, bailli et gouverneur de la châtellenie de Coucy (1666), capitaine des chasses de Folembray, capitaine et gouverneur de Chauny (1668)
  - Louis du Passage, chevalier de Malte en 1646[13] ;
  - Jacques du Passage, chevalier de l'ordre des Hospitaliers du Saint-Esprit ou ordre du Saint-Esprit de Montpellier[14].
- François du Passage , chevalier seigneur de Caillouel[15] (fils de Charles du Passage et Madeleine de Boubers), marié en 1682 avec Jeanne Perrette Regnault[16]. Dont :
  - Claude du Passage (1683-1725), chevalier, seigneur de Caillouel, marié en 1714 avec Louise de Pastour[17]. Dont Bernard-Gabriel et Jean-Baptiste du Passage, qui suivront ;
  - Geneviève Françoise du Passage (1690-1769), demoiselle de Saint-Cyr, (admise le 3 mai 1701), puis moniale à l'Abbaye du Paraclet, (Aube).
  - Bernard Gabriel du Passage (1687-1756), chevalier, seigneur de Plénoi, marié en 1721 avec Marie-Thérèse de Bonafau. Dont Marie Marguerite du Passage, dernière abbesse de l'Abbaye Notre-Dame de Monchy-Humières de 1775 à 1790.
- Bernard Gabriel du Passage (1715-1768), chevalier, seigneur de Caillouel, officier d'artillerie, lieutenant-colonel, sous-directeur de la province de Picardie, chevalier de Saint-Louis, auteur d'une branche éteinte en ligne masculine en 1837, son petit-fils, Alexandre du Passage (1789-1815), fut garde du corps du roi Louis XVIII dans la compagnie de Luxembourg ;
- Jean-Baptiste du Passage (1720-1810) chevalier, seigneur de Sainte-Segrée[18], capitaine au régiment de Poitou, chevalier de Saint-Louis, marié en 1764 avec Geneviève Louise Charlotte de Lamiré de Caumont[19]. Dont :
- Louis Gabriel du Passage (1769-1850), lieutenant au régiment du Poitou, il émigre et sert dans l'armée de Condé comme capitaine de la 10e compagnie de chasseurs nobles, chevalier de Saint-Louis, marié en 1805 avec Léonardine Le Roy de Valanglart (1774-1860)[20], petite-fille de François Marie de Fougières, dont 4 fils : Edouard du Passage, Casimir du Passage, Eugène du Passage et Gustave du Passage, qui vont suivre :
- Edouard du Passage (1806-1872), marié en 1835 avec Sidonie Perrot de Fercourt. Tous deux sont les parents de 
  - Arthur du Passage, officier de cavalerie, sculpteur et illustrateur ;
  - Charles du Passage, sculpteur et illustrateur ;
- Casimir du Passage (1807-1889), marié en 1839 avec Eulalie de Riencourt. dont deux filles, Marie du Passage et Léontine du Passage, qui suit :
  -  Léontine du Passage (1841-1913), épouse de Louis  Van der Cruisse de Waziers (1820-1913), elle est la grand-mère maternelle de Philippe Leclerc de Hauteclocque, maréchal de France.
- Eugène du Passage (1809-1881), marié en 1848 avec Élisabeth de Gillès[21] ; Tous deux ont  notamment pour descendants Pierre du Passage et René du Passage, qui suivent :
  - Pierre du Passage (1905-1989), ESM-Saint-Cyr, Promo Maroc et Syrie.1925-1927, général de division, médaillé militaire, croix de Guerre 1939-1945, croix de guerre T.O.E (Indochine), médaille de la Résistance française, commandeur de la Légion d'honneur. Pierre du Passage est connu pour avoir fait partie des fondateurs de l'Organisation de résistance de l'Armée, qui a participé à la préparation et à la réalisation  de la Libération de la France[22].
  - René du Passage (1922-1993), ESM-Saint-Cyr. Promo Rome et Strasbourg.1944. Officier de cavalerie (Arme blindée), lieutenant-colonel. Officier de la Légion d'honneur.
- Gustave du Passage (1811-1878), marié en 1841 avec Pauline de Buissy, grands-parents d' Henri du Passage et Gaston du Passage, qui suivent :
  - Henri du Passage (1874 - 1963), père jésuite, théologien et écrivain, directeur de la revue Etudes ;
  - Gaston du Passage  (1885-1961), ESM-Saint-Cyr, Promo de La Tour d'Auvergne.1903-1905. Officier de cavalerie, lieutenant-colonel. Chevalier (1917) puis officier (1934) de la Légion d'honneur, croix de guerre 1914-1918 et 1939-1945. À son retour de captivité, le lieutenant-colonel du Passage mit en place une commémoration annuelle des combats survenus dans son village de Bezencourt les 6 et 7 juin 1940, où 90 soldats du 67e bataillon de chasseurs alpins perdirent la vie en résistant héroïquement à l'offensive allemande[23],[24],[25].

## Personnalités
- Arthur du Passage (1838-1909), ESM-Saint-Cyr, Promo Solférino.1858-1860: il quitte l'armée pour suivre sa vocation de sculpteur et d'illustrateur ;
- Charles du Passage (1843-1926), sculpteur animalier, dessinateur, peintre et illustrateur ;
- Edouard-Guy du Passage (1872-1925), dessinateur et peintre ;
- Henri du Passage (1874-1963), père jésuite, théologien, écrivain, directeur de la revue Études ;
- Gaston du Passage (1885-1961), lieutenant-colonel officier de la Légion d'honneur, agriculteur, auteur d'articles sur la politique agricole ;
- Pierre du Passage (1905-1989), général, résistant, commandeur de la Légion d'honneur.

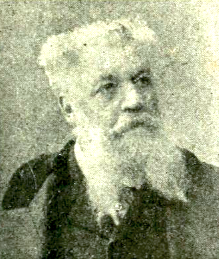
Arthur du Passage (1838-1909)
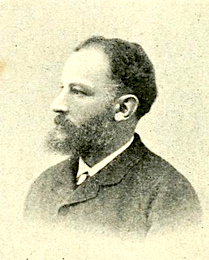
Charles du Passage (1843-1926)
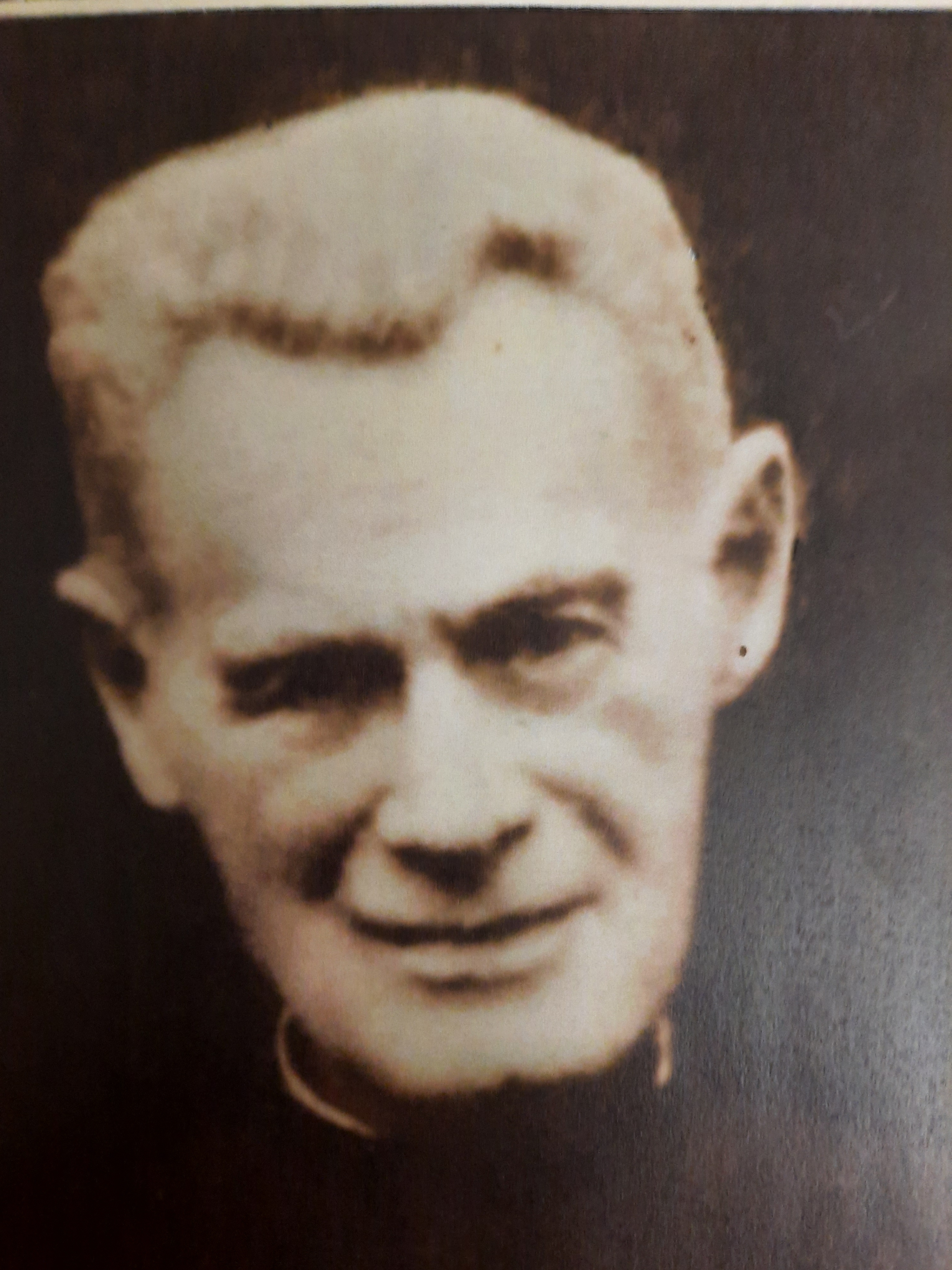
Henri du Passage (1874-1963)
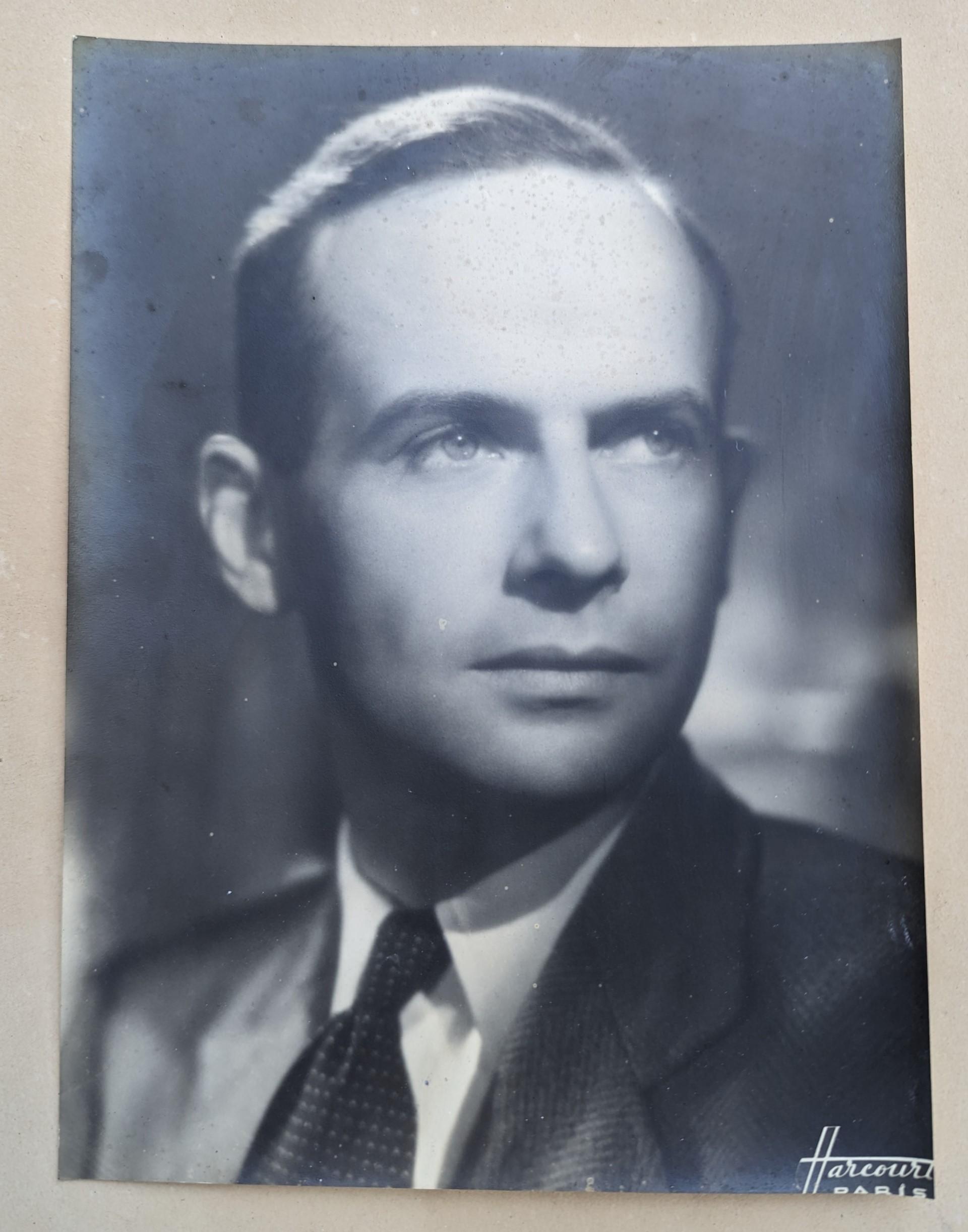
Pierre du Passage (1905-1989)

## Alliances
Les principales alliances de la famille du Passage sont : Barbier de La Serre, de Bodman, de Boissard, de Bonnault d'Houet, de Borchgrave d'Altena, Borel de Brétizel, Bosquillon de Jenlis, de Boubers, Bouchelet de Vendegies, Boudoux d'Hautefeuille, Boux de Casson, de Brandt de Galametz, Briet de Rainvillers, de Buissy, Cavelier de Cuverville, de Chalvet de Rochemonteix, Enlart de Guémy, Ernault de Moulins, de Feydeau de Saint-Christophe, du Fresne de Beaucourt, de Fromont de Bouaille, Galouzeau de Villepin, de Gillès, de Hau de Staplande, d'Hauteville, Hecquet de Beaufort, Langlois de Septenville, Le Mesre de Pas, Le Roux de Bretagne, Le Roy de Valanglart, Le Sellier de Chezelles, de Lestrange, de Maintenant, de Mandat Grancey, de Martimprey, Massias Jurien de La Gravière, de Milleville, de Miniac, de Montalembert, Morel de Boncourt, Perrot de Fercourt, Portalis, Quarré de Château-Regnault d'Aligny, de Riencourt, de Rocquigny du Fayel, de Salmon de Loiray, de Tarade de Corbeilles, Teilhard de Chardin, Van der Cruisse de Waziers, de Vaulx, de Vienne, de Vigneral, etc.

## Armes & devise
- De sable à trois fasces ondées d'or[26]
- Devise : Pietas, integritas, magnanimitas[27].

### Autres références
1. ↑  Régis Valette, Catalogue de la noblesse française, éd. Robert Laffont, 2007, p.150
2. ↑  Comte de Brandt de Galametz 1887, p. 2-4 (lire en ligne).
3. ↑  Comte de Brandt de Galametz 1887, p. 62-64 (lire en ligne).
4. ↑  Comte de Brandt de Galametz 1887, p. 78 (lire en ligne).
5. ↑  Jean de Vaulchier, Jacques-Amable de Saulieu et Jean de Bodinat, Armorial de l'ANF, Paris, Editions du Gui, 2004, 915 p. (ISBN 2-9517417-3-1), p. 619
6. ↑  Comte de Brandt de Galametz 1887, p. 1-20 (lire en ligne).
7. ↑  Maximilien Melleville, Dictionnaire historique du département de l'Aisne, tome 2, Laon & Paris, L'auteur & Dumoulin, 1865 (lire en ligne), p. 333-334
8. ↑  Comte de Brandt de Galametz 1887, p. 21-26 (lire en ligne).
9. ↑  Comte de Brandt de Galametz 1887, p. 27-37 (lire en ligne).
10. ↑  Comte de Brandt de Galametz 1887, p. 195-210 (lire en ligne).
11. ↑  Comte de Brandt de Galametz 1887, p. 39-54 (lire en ligne).
12. ↑  Comte de Brandt de Galametz 1887, p. 55-68 (lire en ligne).
13. ↑  Louis de la Roque, Chevaliers de Malte appelés successivement chevaliers de l'ordre militaire et hospitalier de Saint-Jean de Jérusalem, de Rhodes et de Malte, Desaide, Paris, 1891, col. 181
14. ↑  Comte de Brandt de Galametz, Le chevalier de Sinceny et  commandeur de Chauny - Aperçu sur les Ordres de Malte et du Saint-Esprit de Montpellier, Arras, 1888, 42 p., p. 29-42
15. ↑  Maximilien Melleville, Dictionnaire historique généalogique et géographique du département de l'Aisne, tome 1, Laon & Paris, Journal de l'Aisne & Dumoulin, 1857 (lire en ligne), p. 124
16. ↑  Comte de Brandt de Galametz 1887, p. 89-96 (lire en ligne).
17. ↑  Comte de Brandt de Galametz 1887, p. 97-104 (lire en ligne).
18. ↑  Léopold Hodent, « Histoire de Sainte Segrée », Le Cabinet historique de l'Artois et de la Picardie, tome 13,‎ 1898, p. 160-161 (lire en ligne)
19. ↑  Comte de Brandt de Galametz 1887, p. 117-132 (lire en ligne).
20. ↑  Comte de Brandt de Galametz 1887, p. 133-164 (lire en ligne).
21. ↑  « La branche de Gillès », sur Association familiale Gillès de Pélichy et de Gillès (consulté le 9 avril 2020)
22. ↑  Pierre Péan, Une Jeunesse française, François Mitterrand 1934 - 1947, Paris, Fayard, 1994, 616 p. (ISBN 2-213-59300-0), p. 176, 260-262, 271, 304-305, 337, 346-350, 377
23. ↑  Eline Erzilbengoa - Laurent Pénichou, « Un p'tit coin des Hauts de France - Le Musée des Chasseurs alpins de Bezencourt », sur france3-regions.francetvinfo.fr, 10 juillet 2021 (consulté le 20 février 2023)
24. ↑  Laurent Pénichou - Manon Le Charpentier - Simon Boré - Nicolas Duchet, « Bezencourt (Somme) : le Musée des Chasseurs alpins, un épisode méconnu de la bataille de juin 40 », sur www.youtube.com, 10 mars 2021 (consulté le 20 février 2023)
25. ↑  Alix Pénichou, « A Bezencourt, le plus petit musée de France célèbre ses morts », sur www.action-agricole-picarde.com, 3 juin 2021 (consulté le 20 février 2023)
26. ↑  Henri de Warren, Grand Armorial de France, tome 5, Paris, Société du Grand Armorial de France, 1948, 473 p. (lire en ligne), p. 222
27. ↑  Henri Frotier de La Messelière, Filiations Bretonnes, tome 4, p.278-279, Saint-Brieuc, éd. Prudhomme, 1922